# Majin and the Forsaken Kingdom
Majin and the Forsaken Kingdom (japanischer Titel: 魔人と失われた王国, Majin to Ushinawareta Oukoku) ist ein Action-Adventure-Spiel, das von Game Republic entwickelt und von Namco Bandai veröffentlicht wurde. Das Spiel wurde 2010 für die Plattformen PlayStation 3 und Xbox 360 veröffentlicht.

## Handlung
Die Handlung von „Majin and the Forsaken Kingdom“ spielt in einem geheimnisvollen Königreich, das von Dunkelheit und Verderben überzogen ist. Der Spieler schlüpft in die Rolle eines namenlosen Helden, der sich mit einem mächtigen Wesen namens Majin verbündet, um das Königreich von seiner düsteren Bedrohung zu befreien. Die Geschichte ist von einer Mischung aus Fantasie, Action und Freundschaft geprägt, während der Spieler die Rätsel des Königreichs löst, Hindernisse überwindet und gegen feindliche Kreaturen kämpft.

## Spielprinzip
Das Gameplay von „Majin and the Forsaken Kingdom“ kombiniert Action-Plattforming, Rätsellösung und Kampfelemente. Der Spieler kann mit dem Majin interagieren, um zusammen Hindernisse zu überwinden und Rätsel zu lösen. Der Majin verfügt über einzigartige Fähigkeiten und kann dem Spieler in Kämpfen zur Seite stehen. Das Spiel legt Wert auf die Beziehung zwischen dem Spielercharakter und dem Majin, da die Zusammenarbeit und das Vertrauen zwischen den beiden zentral für den Fortschritt im Spiel sind.
Visuell zeichnet sich „Majin and the Forsaken Kingdom“ durch eine detaillierte Spielwelt aus, die von einer düsteren Atmosphäre und einer mysteriösen Stimmung geprägt ist. Die Grafik und die Animationen der Charaktere und Umgebungen tragen dazu bei, eine fesselnde und immersive Spielerfahrung zu schaffen.

## Rezeption
Das Spiel erhielt größtenteils positive Kritiken von Kritikern. The Daily Telegraph hat dem Spiel 9/10 Punkten gegeben. Es wurde für seine einzigartige Atmosphäre, das Design der Charaktere und die rätsellastige Gameplay-Mechanik gelobt. Insbesondere die Beziehung zwischen dem Spielercharakter und dem Majin wurde als fesselnd und berührend wahrgenommen. Allerdings wurde auch angemerkt, dass das Kampfsystem etwas repetitiv sein kann und dass die Handlung möglicherweise nicht alle Spieler gleichermaßen anspricht. IGN gab dem Spiel 7 von 10 Punkten. Destructoid gab eine Punktzahl von 9,5/10.